# Spodiopogon sibiricus
Espèce
Synonymes
- Eccoilopus Trin.

Spodiopogon sibiricus est une espèce de graminées vivaces de la famille des Poaceae. Elle est originaire de Sibérie, de Mongolie, de Chine, de Corée et du Japon. Les  chaumes sont solitaires, dressés, de 70 à 200 cm de hauteur, de 2 à 4 mm de diamètre et non ramifiés.